# قرقری
قُرقُری، شهری در بخش قرقری شهرستان هیرمند در استان سیستان و بلوچستان ایران است. این شهر، مرکز بخش قرقری است.

## جمعیت
بر پایه سرشماری عمومی نفوس و مسکن در سال ۱۳۹۵، جمعیت شهر قرقری برابر با ۱٬۳۲۹ نفر (۳۲۴ خانوار) بوده‌است.